# 959 Арне
959 Арне́ (1921 KF, 1927 YD, 1952 DD2, 1960 OF, A916 YB, 959 Arne) — астероїд головного поясу, відкритий 30 вересня 1921 року.
Тіссеранів параметр щодо Юпітера — 3,157.